# Лебединое озеро (аниме)
«Лебединое озеро» (яп. 世界名作童話 白鳥の湖 Sekai Meisaku Dōwa Hakuchō no Mizūmi) — аниме режиссёра Ябуки Кимио по одноимённому балету Чайковского. Фильм вышел в 1981 году. Производством занималась японская компания «Toei Animation». Аниме продолжает серию «Знаменитые сказки мира» (англ. World Masterpiece Fairytale), в которые вошли: «Двенадцать месяцев», «Принцы-лебеди», «Дюймовочка», «Волшебная лампа Аладдина».

## Сюжет
Главный герой, Принц Зигфрид, видит в лесу лебедя с короной на голове, который плывёт по озеру. Один из его друзей, Адольф, пытается застрелить лебедя, но он окаменевает. Другой друг Зигфрида обвиняет лебедя в колдовстве, ни один из них не замечает присутствие очень злой на вид совы позади них . Принц не может перестать думать о лебеде, и решает найти его. Так Зигфрид оказывается у одного замка.
Принц увидел, как лебедь превращается в красивую девушку. Он приближается к ней — сначала она пугается его и пытается заставить его уйти, но позже она начинает рассказывать ему свою историю. Её зовут Принцесса Одетта, и за три года до этого она была похищена злым волшебником, Ротбартом, превращавшегося в сову, который просит её руки. Он заколдовал её, сделав лебедем. И единственный способ победить Ротбарта, если человек полюбит её всем сердцем и душой. Зигфрид объясняет, что он уже чувствует к ней что-то, и просит её пойти к нему на день рождения следующей ночью, где он выберет её как свою невесту.

## Роли озвучивали
- Таро Сигаки — Принц Зигфрид
- Кэйко Такэсита — Одетта
- Асао Койкэ — Ротбарт
- Ёко Асагами — Одиль
- Фуюми Сираиси — Маргарита
- Ёнэко Мацуканэ — Ханс